# Franconia Notch
Die Franconia Notch ist ein Tal und ein Pass im Westen der White Mountains im Grafton County des US-Bundesstaates New Hampshire. Nach ihm ist der Franconia Notch State Park benannt. Im Süden des Passes befand sich bis 2003 der Old Man of the Mountain, das Wahrzeichen New Hampshires. Östlich des Passes liegt die Franconia Range mit dem Mount Lafayette, westlich der Cannon Mountain mit dem gleichnamigen Skigebiet. Durch den Pass führen die I–93 und die US–3 auf einer zweispurigen Straße. Der US-Kongress musste hierfür eine Ausnahme beschließen, da Interstates vierspurig gebaut werden müssen. Lokaler Widerstand brachte den Plan einer vierspurigen Straße und eines Tunnels zum Scheitern. Der Appalachian Trail quert die Notch (dt.: Kerbe) südlich der Passhöhe.

Blick in die Franconia Notch von Norden